# Chatyngnach (přítok Ujandiny)
Chatyngnach (rusky Хатынгнах) je řeka v Jakutské republice v Rusku. Je 444 km dlouhá. Povodí má rozlohu 10 100 km².

## Průběh toku
Vzniká soutokem řek Donskaja a Nončondžja, které stékají z vysočiny Polousnoj krjaž. Protéká Abyjskou nížinou. Je to levý přítok Ujandiny (povodí Indigirky).

## Vodní stav
Zdroj vody je sněhový a dešťový.